# Les Salles-Lavauguyon
Les Salles-Lavauguyon é uma comuna francesa na região administrativa da Nova Aquitânia, no departamento de Alto Vienne. Estende-se por uma área de 12,32 km². Em 2010 a comuna tinha 142 habitantes (densidade: 11,5 hab./km²).